# Априлия
Апри́лия (итал. Aprilia) — город в Италии, расположен в области Лацио, подчинён административному центру Латина (провинция).
Население составляет 63 830 человек (на 31.12.2005 г.), плотность населения составляет 359 чел./км². Занимает площадь 177,7 км². Почтовый индекс — 04011. Телефонный код — 00006.
Покровителем города считается Архангел Михаил. Праздник города ежегодно празднуется 29 сентября.

## Города-побратимы
- Мостардас, Бразилия (1996)
- Буя, Италия (1997)
- Монторио-аль-Вомано, Италия (2000)
- Шакка, Италия (2003)
- Бен-Арус, Тунис (2003)
- Тулча, Румыния (2003)
- Чинголи, Италия (2004)